# Thomas Le Breton (bailli)
Pour les articles homonymes, voir Thomas Le Breton et Le Breton.
Thomas Le Breton, né le 29 septembre 1763 et mort le 11 mars 1838, est un bailli de Jersey et président des États de Jersey. Il est le père d'un autre bailli de Jersey, Thomas Le Breton junior.
Thomas Le Breton fit des études de droit à l'université d'Oxford. 
En 1799, il a été nommé avocat puis procureur général en 1802.
En 1818, il fut nommé lieutenant-bailli mais ne demeura que deux ans à ce poste. Son nom fut mêlé à une histoire d'adultère qui fit le tour de l'île. Plusieurs Jurés-justiciers refusèrent de continuer à travailler avec lui. Finalement l'affaire retomba et le Conseil privé ordonna aux Jurés-Justiciers de reprendre leur collaboration avec Thomas Le Breton.
Thomas Le Breton succéda à une longue liste de baillis tous issus de la puissante famille Carteret quand il accéda à cette charge en 1826. Thomas Le Breton démissionna en 1831, lorsque le Jersey et Guernesey Magazine a écrit que les accusations portées contre lui sur sa prétendue paresse pouvait être attribuée à sa mauvaise santé. 
Il est décédé le 11 mars 1838. Son fils Thomas Le Breton junior sera également bailli, en 1848, juste après le successeur de son père, Jean de Veulle (1831-1848).